# Интервенционализъм (политика)
Вижте пояснителната страница за други значения на Интервенционализъм.
Интервенционализъм e термин за недефанзивна (проактивна) политика, предприета от национална държава или геополитическа юрисдикция от по-малко или по-голямо значение, за да ръководи икономиката или обществото. Най-честото приложение на термина е за икономически интервенционализъм (държавна интервенция върху собствената икономика) и чуждестранен интервенционализъм (държавна интервенция в работите на друга държава, като част от външна политика). 